# Fiodor Łapin
Fiodor Łapin (ur. 1967 w Archangielsku) – rosyjski zawodnik i trener bokserski, pracujący i mieszkający w Polsce.

## Życiorys
Pochodzi z Archangielska, gdzie zaczynał karierę sportową jako junior, zdobywając brązowy medal mistrzostw Rosji w swojej grupie wiekowej. Mając 17 lat, przeniósł się do Lwowa, aby studiować na tamtejszym AWF. W 1991 trafił do polskiej ligi, do klubu Victoria Jaworzno, gdzie walczył w kategoriach lekkośredniej (1991–1994) i półśredniej (1994–1995). W roku 1993 miesięcznik Bokser umieścił go na drugim miejscu w rankingu open, obejmującym zawodników występujących w polskiej lidze.
Przez pierwsze 3 lata pobytu w Polsce łączył boks z pracą w kopalni. W 1995 zakończył karierę i rozpoczął pracę trenerską. W boksie amatorskim trenował m.in. pięściarzy Victorii Jaworzno (zespół juniorów) oraz Imeksu Jastrzębie. Był też asystentem trenerów reprezentacji Polski seniorów: Adama Kusiora i Ludwika Buczyńskiego.
Od 2003 pracuje dla grupy promotorskiej KnockOut Promotions, prowadzonej przez Andrzeja Wasilewskiego. Przygotowywał do walk o mistrzostwo świata takich bokserów zawodowych, jak: Krzysztof Włodarczyk, Krzysztof Głowacki, Rafał Jackiewicz i Albert Sosnowski. Do innych trenowanych przez Łapina zawodników należą: Karolina Koszewska, Łukasz Janik, Dawid Kostecki, Artur Szpilka, Krzysztof Bienias, Paweł Kołodziej, Tomasz Hutkowski, Andrzej Wawrzyk, Tomasz Bonin, Damian Jonak, Krzysztof Siwy.
Mieszka w Jaworznie, wraz z żoną i synem.